# 1975–1976-os jugoszláv labdarúgó-bajnokság (első osztály)
Az 1975-76-os jugoszláv labdarúgó-bajnokságban összesen tizennyolc csapat vett részt, köztük a két újonc, a Keleti- és Nyugati másodosztályú liga 1974-75-ös idényének győztese. A csapatok két teljes kört játszottak, minden csapat kétszer mérkőzött egymással. A győzelemért kettő, a döntetlenért egy pont járt. A bajnoki címet a Partizan Belgrád nyerte, kiesett az FK Vardar és a Radnički Kragujevac.

## Bajnokság
| Helyezés | Klub                  | Játszott | GY | D  | V  | L  | K  | GK  | Pont |
| -------- | --------------------- | -------- | -- | -- | -- | -- | -- | --- | ---- |
| 1        | Partizan Beograd      | 34       | 22 | 6  | 6  | 60 | 30 | +30 | 50   |
| 2        | Hajduk Split          | 34       | 19 | 11 | 4  | 57 | 22 | +35 | 45   |
| 3        | Dinamo Zagreb         | 34       | 17 | 10 | 7  | 38 | 23 | +15 | 44   |
| 4        | Crvena Zvezda         | 34       | 16 | 8  | 10 | 53 | 31 | +22 | 40   |
| 5        | Vojvodina Novi Sad    | 34       | 11 | 12 | 11 | 41 | 42 | -1  | 34   |
| 6        | Sloboda Tuzla         | 34       | 11 | 11 | 12 | 46 | 42 | +4  | 33   |
| 7        | FK Szarajevó          | 34       | 12 | 9  | 13 | 45 | 51 | -6  | 33   |
| 8        | OFK Beograd           | 34       | 13 | 7  | 14 | 40 | 48 | -8  | 33   |
| 9        | Velež Mostar          | 34       | 10 | 12 | 12 | 39 | 37 | +2  | 32   |
| 10       | Borac Banja Luka      | 34       | 9  | 14 | 11 | 34 | 40 | -6  | 32   |
| 11       | NK Rijeka             | 34       | 9  | 13 | 12 | 35 | 37 | -2  | 31   |
| 12       | Željezničar Szarajevó | 34       | 11 | 9  | 14 | 40 | 47 | -7  | 31   |
| 13       | Celik Zenica          | 34       | 10 | 10 | 14 | 29 | 35 | -6  | 30   |
| 14       | Olimpija Ljubljana    | 34       | 10 | 10 | 14 | 37 | 44 | -7  | 30   |
| 15       | Budućnost Titograd    | 34       | 11 | 8  | 15 | 25 | 42 | -17 | 30   |
| 16       | Radnički Niš          | 34       | 7  | 15 | 12 | 30 | 41 | -11 | 29   |
| 17       | Vardar Szkópje        | 34       | 8  | 12 | 14 | 27 | 36 | -9  | 28   |
| 18       | Radnicki Kragujevac   | 34       | 8  | 7  | 19 | 29 | 57 | -28 | 23   |

Gólkirály: 
- Nenad Bjeković (Partizan Beograd) - 24 gól 31 bajnoki mérkőzésen

Bajnok-csapat:
- PARTIZAN (edző: Tomislav Kaloperović)

játékosok (mérkőzés/gólok): 
Momčilo Vukotić (33/7)
Rešad Kunovac (33/0)
Borisav Đurović (32/1)
Radmilo Ivančević (32/0)
Nenad Bjeković (31/24)
Ilija Zavišić (31/6)
Refik Kozić (30/0)
Ivan Golac (26/0)
Aranđel Todorović (25/2)
Boško Đorđević (23/5)
Predrag Tomić (23/1)
Vukan Perović (19/7)
Vladimir Pejović (19/0)
Dragan Arsenović (16/1)
Svemir Đorđić (14/1)
Nenad Stojković (14/0)
Pavle Grubješić (12/3)
Aleksandar Trifunović (8/0)
Radomir Antić (7/1)
Blagoj Istatov (3/0)
Sima Nikolić (3/0)
Xhevat Prekazi (3/0)
Nenad Cvetković (1/0)
Másodosztályból feljutó csapatok e szezonban:
| Klub              |
| ----------------- |
| Napredak Kruševac |
| NK Zagreb         |

## Kupa

### Nyolcaddöntő
Čelik 1 - 0 Partizan

### Döntő
| Hazai csapat (de facto)     | Eredmény | Vendég csapat |
| --------------------------- | --- | --- |
| Hajduk Split                | 1 - 0 (hosszabbítás után) | Dinamo Zagreb |
| Dátum                       | 1976. május 25. | 1976. május 25. |
| Helyszín                    | Crvena Zvezda Stadion, Belgrád, Szerbia | Crvena Zvezda Stadion, Belgrád, Szerbia |
| Nézőszám                    | 60,000 (Befogadóképesség: 51,328) | 60,000 (Befogadóképesség: 51,328) |
| Bíró                        | Marijan Raus (Varazsd) | Marijan Raus (Varazsd) |
| Hajduk (Edző Tomislav Ivić) | Ivan Katalinić, Luka Peruzović, Mario Boljat, Šime Luketin, Ivica Buljan, Vedran Rožić (Vilson Džoni), Slaviša Žungul, Dražen Mužinić, Željko Mijač (Vančo Balevski), Jurica Jerković, Ivica Šurjak  | Ivan Katalinić, Luka Peruzović, Mario Boljat, Šime Luketin, Ivica Buljan, Vedran Rožić (Vilson Džoni), Slaviša Žungul, Dražen Mužinić, Željko Mijač (Vančo Balevski), Jurica Jerković, Ivica Šurjak  |
| Dinamo (Edző Mirko Bazić)   | Želimir Stinčić, Srećko Huljić, Čedomir Jovičević, Velimir Zajec, Filip Blašković, Ivica Miljković, Ivica Senzen, Džemal Mustedanagić, Zlatko Kranjčar, Rajko Janjanin (Mario Bonić), Dragutin Vabec | Želimir Stinčić, Srećko Huljić, Čedomir Jovičević, Velimir Zajec, Filip Blašković, Ivica Miljković, Ivica Senzen, Džemal Mustedanagić, Zlatko Kranjčar, Rajko Janjanin (Mario Bonić), Dragutin Vabec |
| Megjegyzés                  | 1-0 Ivica Šurjak (105') | 1-0 Ivica Šurjak (105') |